# Stanisław Warszycki
Stanisław Warszycki de la casa de Abdank (1599-1681) fue un noble (szlachta) y magnate de la Mancomunidad de Polonia-Lituania. Starost de Piotrków, Voivoda de Mazowsze (1630–1651), Castellano de Cracovia (desde 1651). Fue conocido por su lealtad al rey y a su país, habiendo ganado su fama como un buen comandante militar así como por sus inversiones en el desarrollo de sus tierras, aunque tambiémn existen leyendas sobre su crueldad -aunque éstas empezaron a circular entre sus enemigos. Existen varios lugares en Polonia que reclaman que su fantasma se aparece allí.

## Biografía
En su juventud estudió en la Universidad de Padua. 
Fue conocido por su interés en la economía de sus fincas. Ordenó la creación de piscifactorías y canales, así como talleres de manufactura: sus fincas albergaban varios talleres de tejidos y alfarería y fábricas de ladrillos. Respaldó la inmigración de artesanos foráneos a sus tierras. De todos modos también parece que él o alguno de sus capataces eran responsables del descontento de los siervos, ya que existen leyendas sobre su crueldad con el campesinado.
En 1632 se casó con Helena Wiśniowiecka, hija de Konstanty Wiśniowiecki. Su dote incluía tierras en Pilica y Smoleńsk. Tuvieron un hijo, Jan Kazimierz Warszycki, y dos hijas, Ana Helena y Teresa.
Desde 1632 fortificó su pueblo de Danków con un gran foso y una muralla con torres que posteriormente resistirían el asedio sueco durante el la invasión sueca de Polonia, estableciéndose como base de operaciones durante la guerra. Probablemente fuera el único pueblo fortificado en la época en todo el país. En su residendia de Danków recibió a preeminentes personalidades de la época, como al rey de Polonia Juan II Casimiro Vasa, la reina María Luisa de Gonzaga, al hetman Stefan Czarniecki (aunque algunas fuentes dicen que los recibió en Pilica o Ogrodzienic), y a otros senadores de Polonia (él, como voivoda y posteriormente castellano, era senador también). Las fortificaciones de Danków pervivieron notablemente tras la muerte de Warszicki, pero en el siglo XIX el castillo estaba en ruinas y a día de hoy sólo quedan las ruinas de las murallas exteriores.
En 1651 amplió las fortificaciones del castillo de Pilica. Es conocido generalmente por la construcción, reconstrucción o ampliación de muchas fortificaciones en sus dominios. También patrocinó la construcción de a lmenos una iglesia y donó dinero a la Universidad Jagellónica.

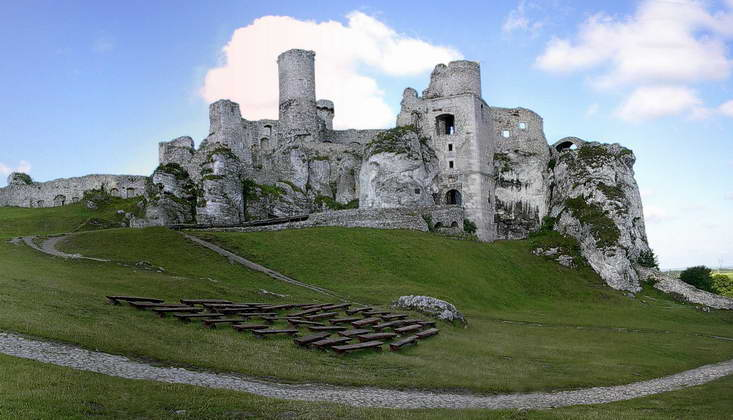
Las ruinas del castillo de Ogrodzieniec, uno de los muchos castillos que pertenecieron a Warszycki.

Permaneció leal al estado polaco durante la guerra con Suecia, en la que muchos magnates poderosos se pasaron al bando sueco. Recapturó el castillo de Pilica al comandante sueco Lindorn. Liberó su residencia de Danków y forzó a los suecos a retirarse de Krzepice y Ogrodzieniec. Tomó parte en la defensa de Częstochowa, donde los suecos sometieron asedio al Monasterio de Jasna Góra. Stanisław envió a algunos de sus hombres con provisiones (vacas) y doce cañones para defender el monasterio.
Durante la contraofensiva polaca contra los suecos tomó parte en las luchas de Siewierszczyzna (Severia). En algún lugar fue emboscado por otro magnate, Orzechowski. Warszycki escapó con vida por poco y denunció a Orzechowski al Tribunal de la Corona. A pesar del apoyo real a Orzechowski, Warszycki consiguió la pena de muerte para su enemigo. Aunque le dio a este último la oportunidad de escaparse de la pena si renunciaba a su fe (era un hermano polaco), Orzechowski rechazó hacerlo, siendo consecuentemente ejecutado.
En 1669 le compró por 267.000 zloty a Mikołaj Firlej fincas en Ogrodzieniec, Bydlin, Włodowice, Kromołów, Zawiercie, y minas de plata cerca de Olkusz. Gastó una buena parte de su fortuna reconstruyendo lo que fue dañado durante la invasión sueca, incluyendo el castillo de Ogrodzieniec.
Fue conocido como mediador y fue un personaje activo en la política de Polonia. En una ocasión en que estaba postrado por una enfermedad que le había dejado demasiado débil para moverse, mandó que le transportaran en una camilla de Radom a Pilica para una sesión parlamentearia del Sejm.
Los epitafios de él y de su mujer se pueden encontrar en Jasna Góra.

## Folklore
Warszycki se convirtió en un personaje preeminente en muchas leyendas. Se decía que en Danków existían vastas mazmorras en las que se guardaban tesoros, y en la Polonia contemporánea se comentaba que Warszycki vendió su alma al diablo para conseguir su ayuda en la construcción de fortificaciones. El diablo supuestamente se lo llevó a los infiernos con él tras su muerte.
Sus enemigos también le acusaron de ser cruel con sus campesinos; en Ogrodzienic presumiblemente construyó su "cámara de tortura". Otra historia cuenta cómo se enfureció al enterarse de que su mujer había recibido a un invitado masculino, y sospechando que le estaban engañando, quemó parte del castillo. De acuerdo a una variante de esta historia, emparedó a su mujer antes de quemarlo. Otra variante limita el castigo a una flagelación pública. Una alternativa a la causa de su crueldad respecto a su mujer pueda ser el que ésta intentase envenenarle. Del mismo modo, otra historia nos cuenta sobre su avaricia, con ocasión del matrimonio de su hija Bárbara, a la que prometió una gran dote pero a la que sólo le dio avaricia y rencor. Según otra variante, no tenía nada que darle, ya que sus tesoros desaparecieron misteriosamente. Si los escondió, o fueron robados, o se los llevó el demonio... quién sabe.
Muchas de sus antiguas posesiones tienen leyendas sobre él convirtiéndose en fantasma. Su fantasma se presenta especialmente en los castillos de Ogrodzienic y Olsztyn, con cadenas, perros negros y otros accesorios según las fuentes. También se habla del fantasma de una mujer emparedada en Pilica.
Por otro lado existe un relato sobre un gran banquete que dio para los pobres. Les invitó a su castillo de Pilica, ordenó que se bañaran y les dio ropa limpia. La fuente indica que patrocinó obras de caridad en Pilica. 
Existen también rumores respecto a su hijo, Jan Kasimierz, que dicen que era extremadamente mujeriego, y que su primera mujer le dejó el mismo día de su matrimonio.
Es desconocido si alguna de estas historias llevan algo de realidad, aunque se dice que pudieran relacionarse con otros miembros de us familia que llevaban el mismo nombre.
Al menos una historia data del año 1697, por lo que no se le puede adjudicar a Warszycki sino a otro personaje con el mismo nombre. Esta historia trata de como Stanislaw intentó comprar un pueblo en concreto. Cuando su propietario rechazó la oferta, Stanislaw le invitó y pagó varias semanas de fiestas en honor de su invitado. Cuando éste volvió a su casa, se encontró que la gente de Warszycki habían trasladado el pueblo entero a sus tierras. Cuando volvió para quejarse, Warszycki le pagó un buen precio, pero rechazó el devolverle sus campesinos.